# Montezumina bradleyi
Montezumina bradleyi är en insektsart som beskrevs av Morgan Hebard 1927. Montezumina bradleyi ingår i släktet Montezumina och familjen vårtbitare.

## Underarter
Arten delas in i följande underarter:
- M. b. bradleyi
- M. b. costaricense